# Mortaiseuse métal
Une mortaiseuse métal est une machine-outil fonctionnant comme un étau limeur vertical et servant à réaliser des mortaises.

## Fonctionnement
- Le mortaisage est employé pour la réalisation de contours intérieurs ou extérieurs à l’aide d’un outil attaquant la pièce par le dessus.
- les efforts de coupe n’étant que verticaux, la pièce est simplement bridée sur la table ou sur le plateau circulaire,
- La position de la pièce rend le travail relativement facile pour l’opérateur,

### La machine
- Un bâti de fonte supportant la table de travail composé de :
  - deux chariots, un se déplaçant sur des glissières dans le sens longitudinal et supportant un deuxième se déplaçant transversalement. Le tout supportant un plateau circulaire rainuré pour recevoir les pièces à usiner.
  - un montant en forme de col de cygne sur lequel un coulisseau, réglable, se déplace verticalement donnant le mouvement de coupe au porte-outil. Ce coulisseau est monté sur une tête orientable dans le plan vertical.

- le mouvement de coupe alternatif est donné au coulisseau par une bielle reliée à un plateau-manivelle relié à la boîte de vitesses.
  - la course est réglée comme sur un étau limeur par un système de fixation de la bielle sur le coulisseau.

- le mouvement d’avance est donné à la table soit manuellement par manivelle, soit en automatique par un jeu de cames qui donnent une impulsion lorsque l’outil est dégagé de la pièce (position haute).

### Les outils

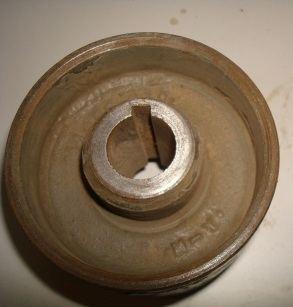
Mortaise d'un passage de clavette

L’outil est un outil de chariotage classique monté rigide sur le porte-outil, il doit être soigneusement monté pour éviter le talonnage. Pendant la phase « montée », l’outil ordinaire talonne sur la pièce provoquant une usure rapide. C’est inconvénient peut être corrigé, dans certains cas, en adoptant un porte-outil articulé à ressort.
Selon le travail à exécuter, les outils peuvent avoir des profils divers (carré, rond, etc.) et si possible lubrifiés à l’huile de coupe pour atténuer les effets de frottement.

## Sources et références
- Cours de menuiserie-ébénisterie, collège technique de Montbéliard, 1956-57.
- Cours de mécanique général et pratique, lycée technique de Montbéliard, 1958-61.
- Encyclopédie pratique, application mécanique, édition Quillet, 1961.